# Joe Keatinge
Joe Keatinge (né en 1982) est un éditeur et scénariste de bande dessinée américain.

## Récompenses
- 2008 : Prix Harvey de la meilleure anthologie pour Popgun (en), vol. 1 (avec Mark Andrew Smith)
- 2010 : Prix Eisner de la meilleure anthologie pour Popgun, vol. 3 (avec DJ Kirkbride et Mark Andrew Smith)